# Trenninghof

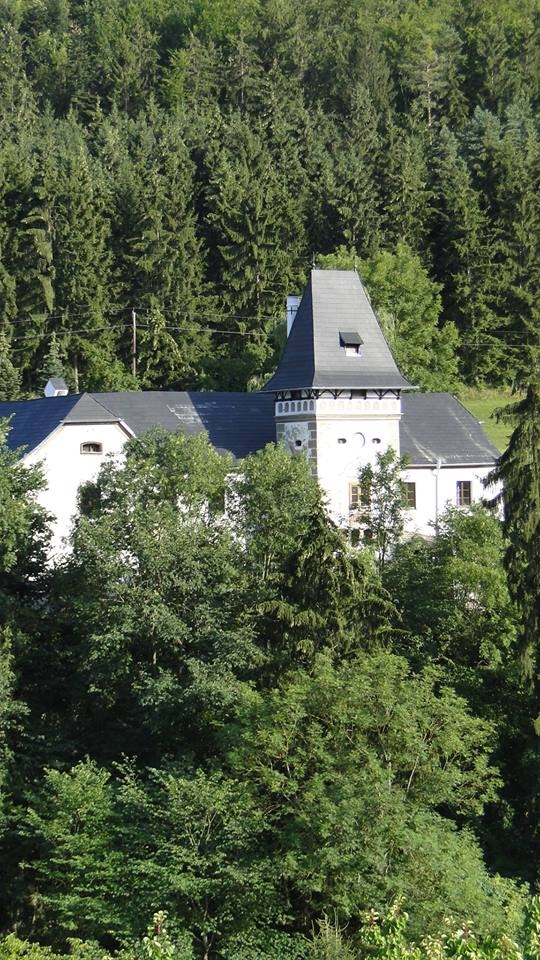
Talseite des Trenninghofs mit Turm

Der Trenninghof ist ein Ansitz im UNESCO-Weltkulturerbe Wachau. Er liegt am nördlichen Fuße des Trennings im Spitzer Graben in der Gemeinde Mühldorf.

## Geschichte
Die erste Erwähnung eines „ager in Trenich“ erfolgt 1302 im Urbar A des Stiftes Göttweig. Entgegen der in diversen Sekundärquellen publizierten Darstellung ist noch nicht belegt, ob damit die erste schriftliche Erwähnung des Trenninghofs impliziert werden kann. Eine weitere Erwähnung erfolgt im Jahre 1361 als „ager am Trenichk“ ebenfalls im Urbar des Stiftes Göttweig.
Die erste Bezeichnung Trenninghof als „Hof an dem Trening“ findet sich 1427 als Besitz von Hanns Neydegker (Hans von Neidegger). Auch dieser Umstand findet bis dato in allen Sekundärquellen keine Berücksichtigung. Der Trenninghof war im 15. und wahrscheinlich 16. Jahrhundert im Besitz der Neidegger, die auch die Burg Oberranna ihr Eigen nannten.
1571 gelangt der Ansitz in den Besitz von Christoph Greiß zu Wald und Pielach, der dem Bau seine heutige Gestalt verleiht. In den nächsten 300 Jahren wechselt der Trenninghof häufig seine Besitzer. Als Eigentümer von 1882 bis 1897 ist insbesondere Ernst Vergani anzuführen, der 1886 die erste Raiffeisenkasse in Österreich gründete.
Von 1957 bis 2012 war der Trenninghof im Besitz der Fam. Reifmüller (später Blauensteiner), dem letzten Besitzer des Mühldorfer Grafitbergbaus. 2012 erwarb die Fam. Weißmann den Ansitz und führte umfangreiche Rückbau-, Renovierungs- und Revitalisierungsarbeiten durch.
Seit 2018 ist der Trenninghof in Besitz von Anh Tuan Ho, der das Anwesen als Boutiquehotel führt.

## Beschreibung

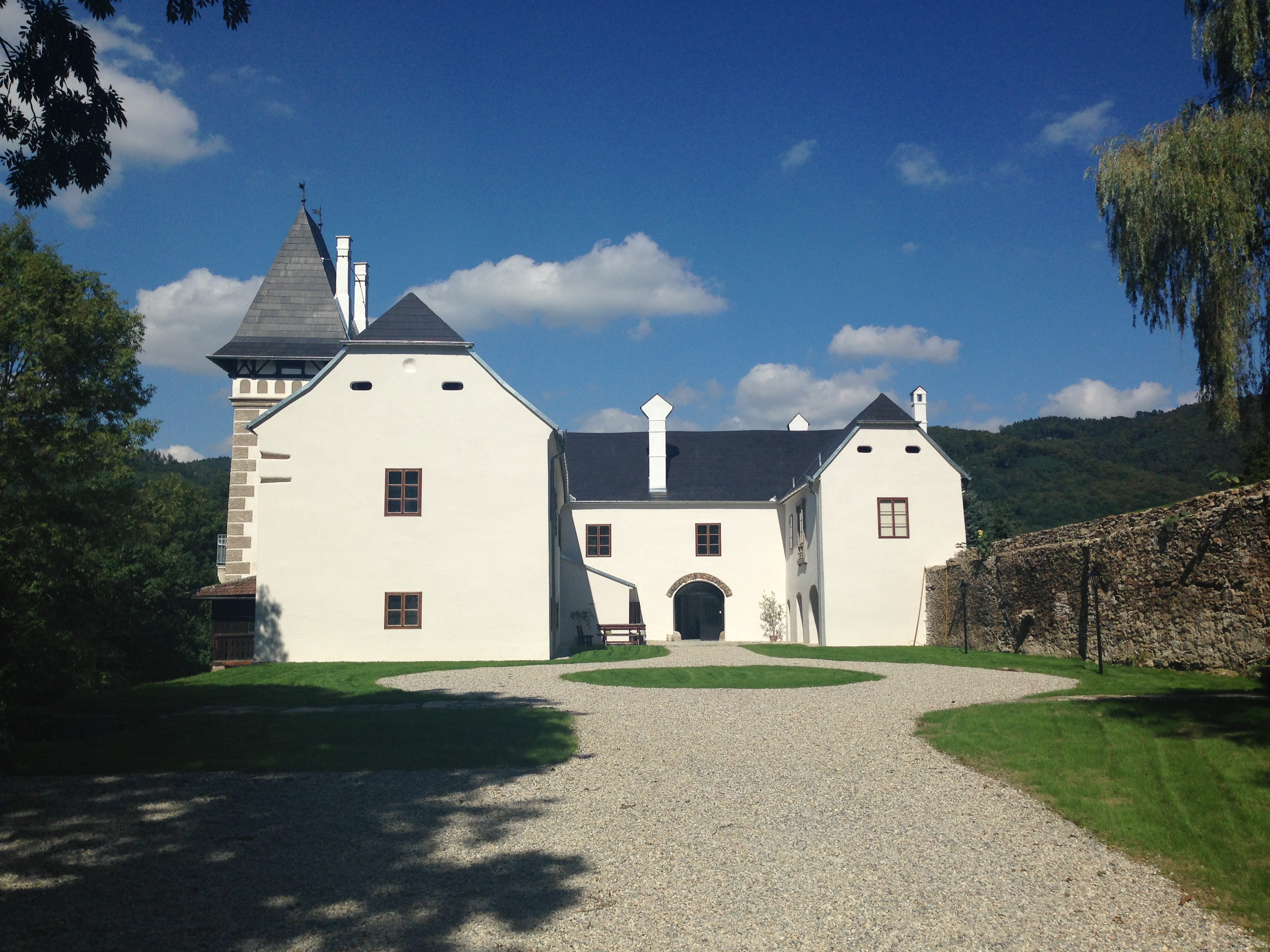
Hofseitige Ansicht des Trenninghofs

Die heutige Gestalt geht auf Umbauten in der Renaissance in der 2. Hälfte des 16. Jahrhunderts zurück, bei denen der mittelalterliche Hof (mit gotischen Gewölben) durch zwei weitere Trakte erweitert wurde. Der talseitige Trakt ist geprägt durch einen hohen Turm mit Keildach. Im 19. Jahrhundert erfolgten Ergänzungen im Stil des Historismus (z. B. ost-seitiges Portal und Balkon). Erwähnenswert sind die historische Holzbalkendecke und der Klosterboden im Hauptraum, die gotischen und Renaissance-Gewölbe, die historischen Türen mit alten Schlössern und Türbändern und das Sandsteingewände des hofseitigen Fensters. Auf dem Grund des Anwesens findet sich eine Steinfigur des Heiligen Nepomuk aus dem Biedermeier.

## Restaurierung

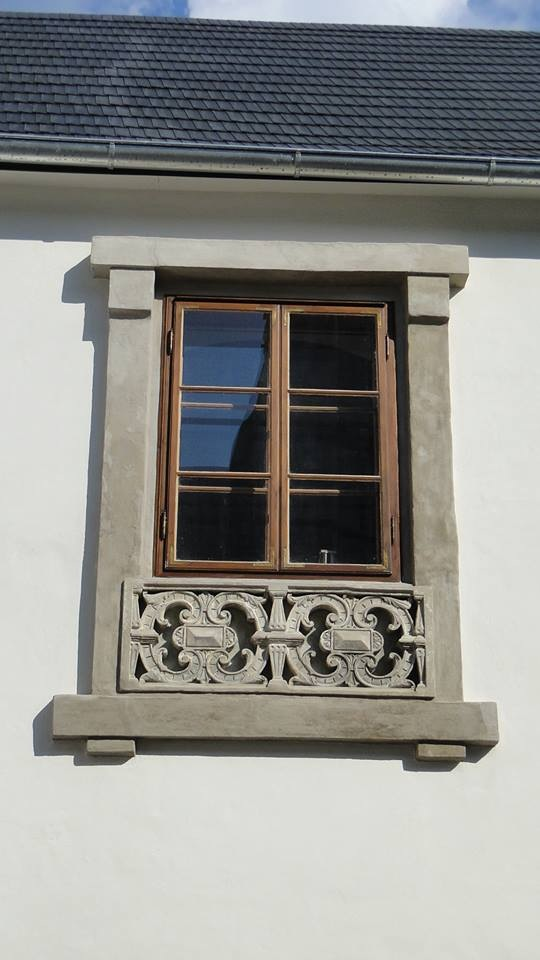
Hofseitiges Fenster mit Umrahmung

In den Jahren 2012/2013 wurden im Innen- und Außenbereich umfangreiche Restaurierungsarbeiten durchgeführt. Im Außenbereich lag der Fokus auf einer neuen Dachdeckung mit Eternit-Schindeln, um den historischen Dachstuhl, der mind. 300 Jahre alt ist, vom Gewicht der Ziegeldeckung zu befreien. Auf der anderen Seite wurde an der hof- und gartenseitigen Fassade der Putz mit reinem Kalk restauriert. Die Mehrzahl der abgetragenen Kamine wurden vom Dachboden wieder über Dach neu aufgemauert. Ein Betonzubau aus den 1960er Jahren wurde abgerissen, um die ursprüngliche Hofgestalt des 16. Jahrhunderts wiederherzustellen. Alle Fenster, Türen und Durchgänge, die über die Jahrhunderte zugemauert wurden, wurden wieder freigelegt und geöffnet. Im Innenbereich erfolgte die Renovierung bzw. Rekonstruktion der historischen Holzböden und Türen. Hof- und gartenseitig wurden die Kunststofffenster entfernt und Holz-Kastenfenster eingebaut. Die historischen Gewölbe und Holzdecken wurden restauriert. Seit 2014 steht der Trenninghof unter Denkmalschutz. 2015 erhielt der Trenninghof die Goldene Kelle 2014, die höchste Auszeichnung für vorbildliche Baugestaltung in Niederösterreich.